# Roger Gardon
Pas d'image ? Cliquez ici

a Compétitions nationales et continentales officielles uniquement.

b Matchs officiels uniquement.
Roger Gardon, né le 13 septembre 1945 à Malaucène et mort le 16 décembre 2017 à Avignon, est un joueur et entraîneur de rugby à XV et rugby à XIII dans les années 1960 et 1970.
Formé au rugby à XIII à Entraigues, c'est en rugby à XV qu'il commence sa carrière en jouant pour Narbonne et Bédarrides. Il revient finalement au rugby à XIII et rejoint Marseille avec lequel il remporte la Coupe de France en 1971 aux côtés d'André Ferren.
Fort de ses performances en club en rugby à XIII, il est sélectionné à de deux reprises en équipe de France entre 1971 et 1974.

## Biographie
Il est champion de France cadets en rugby à XIII avec Entraigues en 1962.

## Palmarès
- Collectif :
  - Vainqueur de la Coupe de France : 1971 (Marseille).
  - Finaliste du Championnat de France : 1973 (Marseille).
  - Finaliste de la Coupe de France : 1975 (Marseille).